# Marian Ewaryst Czarnecki
Marian Ewaryst Czarnecki (ur. 8 listopada 1881 w Jaryszowie,  zm. 6 stycznia 1938 w Starosielcach) – polski inżynier, budowniczy m.in. mostów kolejowych na trasie magistrali węglowej, żołnierz Armii Carskiej oraz Wojska Polskiego

## Życiorys
Urodził się 8 listopada 1881 roku w Jaryszowie na Podolu. Był synem Michała Czarneckiego i Marii Garbowieckiej.

### Edukacja
Ukończył maturą Gimnazjum Klasyczne w Niemirowie na Podolu. Studiował na Politechnice Kijowskiej na Wydziale Inżynieryjnym.  W 1918 obronił dyplom I stopnia inżyniera-budowniczego.

### Służba wojskowa[5][6]
Po uzyskaniu dyplomu w Kijowie wyjechał 27 grudnia 1918 roku do Niemirowa. Od 1 czerwca do 15 lipca 1919 piastował stanowisko inżyniera w mieście powiatowym Bracław i dzięki temu został zwolniony przez władze bolszewickie z mobilizacji. Przybył do Polski przez Odessę w ramach repatriacji 07 marca 1920 roku. Do Wojska Polskiego wstąpił 5 maja 1920 roku. W czasie służby w WP zajmował się m.in. wysadzaniem oraz odbudowywanie mostów kolejowych.
Przebieg służby:
- 29.05.1920: Batalion Zapasowy 2 P. W. K., Kompania sztabowa Batalionu Zapasowego;
- 08.06.1920: Linia ćwiczebna W.K. Zawada – Włodzimierz Wołyński w Zamościu, wykładowca i dowódca Plutonu Drogowego Kompanii Szkolnej;
- 08.07.1920: 10 Batalion Kolejowy, 2 Kompania, oficer kompanijny;
- 13.12.1920: Dowództwo 2 Armii, Szefostwo Kolejowe, zastępca referenta Wydz. I, od 20.12: referent;
- 01.02.1921: Dowództwo 2 Armii, Szefostwo Kolejowe, adiutant techniczny;
- 14.02.1921 – 06.03.1921: Urlop turnusowy;
- 19.03.1921: 10 Batalion Kolejowy, adiutant techniczny;
- 07.05.1921: Szefostwo Kolejowe, Ekspozytura D-twa 2 Armii, oficer likwidacyjny 10. Batalionu Kolejowego;
- 05.07.1921: Kapitan wojsk kolejowych;
- 05.07.1921: 5 Batalion Kolejowy, kierownik robót przy odbudowie mostu na Prypeci;
- 08.07.1921: 5 Batalion Kolejowy, kierownik budowy;
- 24.08.1921: 5 Batalion Kolejowy, referent techniczny;
- 12.09.1921: 5 Batalion Kolejowy, kierownik budowy;
- 31.12.1921: przeniesiony do rezerwy.

### Kariera zawodowa[7][6]
Przebieg kariery:
- 1922 – 1923: Biała Podlaska
- 1924: Naczelnik Dystansu PKP Łuniniec – Sarny
- 1928: Naczelnik Odcinka Herby – Inowrocław na budowie linii kolejowej Śląsk – Gdynia
- 1932: Kierownik budów w Warsztatach Drogowych Kolei Państwowych (późniejsze Kolejowe Zakłady Konstrukcji Stalowych) w Starosielcach. Kierował budowami: mostu na Narwi w Siemiatyczach, linii kolejowej pod Branowiczami, linii kolejowej Woropajewo – Druja oraz mostu na Narwi w Uhowie (po zawieszeniu inż. Nowaczyka).
- Po wypadku z początku 1937 roku objął stanowisko kierownika Sekcji Warsztatów Drogowych Kolei Państwowych w Starosielcach (dział montażu) 1937-1938.

### Życie prywatne[7]
W 1926 roku wziął ślub z nauczycielką Lubą Kriwdienko (ur. 20 kwietnia 1900 r., zm. 20 października 1984 r. w Białymstoku). Ojciec Witolda oraz Aleksandra Czarneckiego. Dziadek Dagny Elżbiety, Oleny Barbary, Bartosza Jaremy oraz Macieja Witolda Czarneckiego. Pradziadek Konrada Rocha Czarneckiego oraz Natalii Rebow.

## Odznaczenia
- Order Św. Anny (4-go, 3-go i 2-go stopnia z mieczami i szarfą)
- Order św. Stanisława (3-go i 2-go stopnia z mieczami i szarfą)